# 9. dalmatinska brigada (NOVJ)
Za druge 9. brigade glejte 9. brigada.
9. dalmatinska brigada (srbohrvaško: 9. dalmatinska brigada) je bila brigada v sestavi Narodnoosvobodilne vojske in partizanskih odredov Jugoslavije in ki je delovala med drugo svetovno vojno na področju Kraljevine Jugoslavije.

## Zgodovina
Deveta dalmacijska brigada je formirana 12. septembra 1943 v Donjem Segetu pri Trogirju kot trogirska brigada. Oktobra 1943 je bila preimenovana v 9. dalmatinsko brigado. V oktobru 1943 je prešla v sestavo novoustanovljene 20. divizije, v kateri je ostala do konca vojne.
Brigada je bila v septembru in oktobru udeležena v bojih z nemško 114 in 264. divizijo  med Šibenikom in Trogirjem. Tekom ofenzive za osvoboditev Dalmacije oktobra 1944 je osvobodila Sinj in sodelovala v uničenju ustaško-domobranske grupacije »Cetina«. Sodelovala je tudi v kninski operaciji.
Januarja 1945 je prešla v sestavo 4. armade. V zaključnih operacijah je sodelovala v osvobajanju Gospića, Postojne in Sežane.

## Organizacija
- štab
- 4x bataljon